# The Regretters
The Regretters (originele Zweedse titel: Ångrarna) is een Zweedse documentairefilm onder regie van Marcus Lindeen. Een ingekorte versie van de film werd uitgezonden als zomeraflevering van Uitgesproken VARA.

## Verhaal
Twee zestigplussers die als man zijn geboren en elkaar nooit eerder hebben ontmoet, bespreken hun geslachtsverandering met elkaar en de spijt die ze ervan kregen. Ieder heeft daar een ander verhaal bij.

## Cast
- Orlando Fagin - als zichzelf
- Mikael Johansson - als zichzelf